# Atefah Sahaaleh
Atefeh Rajabi Sahaaleh (en persa: عاطفه رجبی سهاله‎; – 1988 - 15 de agosto de 2004) fue una estudiante de 16 años del pueblo de Neka, Irán que fue ejecutada una semana después de ser condenada a pena capital por Haji Rezai, juez de la  corte de Neka por cargos de adulterio y "crímenes contra la castidad". Rezai, que ofició de fiscal, juez y testigo también llevó a cabo por sí mismo la ejecución de la adolescente colocando la soga alrededor del cuello de Atefeh antes de ser levantada en una grúa diciéndole "¡Esto te enseñará a desobedecer!"
Después de la ejecución de Atefeh, los medios iraníes reportaron que el juez Rezai y varios miembros de la milicia incluyendo el Capitán Molai fueron arrestados por el Ministerio de Inteligencia. Fuentes internas informaron a los medios que en adición a la confesión de haber violado a Atefeh, el juez Rezai que ofició de juez, jurado y ejecutor, también confesó haberla torturado durante los interrogatorios para obtener los nombres de otras personas con quien tuvo relaciones. También confesó el encubrimiento de lo que le realizaron a Atefeh él y otros miembros del ejército apurando el veredicto de ejecución. El juez insistió en que el veredicto y la ejecución estuvieron en total acuerdo a las leyes del Islam, sancionadas y permitidas por las autoridades religiosas. No se han levantado cargos contra el juez Rezai. 
La ejecución fue controvertida porque como signatario del Pacto Internacional de Derechos Civiles y Políticos, Irán se comprometió a no realizar ejecuciones de personas menores de 18 años. El padre de Atefeh entregó el certificado de nacimiento a las autoridades civiles, abogados involucrados, periodistas y al mismo juez Rezai, pero de acuerdo a un testigo, "el juez solo miró su cuerpo, porque por su madurez mental... la declaró de 22." En concordancia con las continuas demandas de la familia de Atefeh y la verdaderamente intensa presión internacional sobre la ejecución y la mala forma en la que el juez manejó el caso, la Corte Suprema de Irán ordenó liberar a Atefeh, pero solamente después de conocer previamente que estaba muerta.

## Vida previa
La madre de Atefeh falleció en un accidente de automóvil cuando su hija tenía 5 años. Tiempo después, su hermano menor se ahogó en un río. Su padre se volvió adicto a las drogas, y se vio en la necesidad de ser cuidada por sus abuelos octogenarios. Más allá de haber atendido sus necesidades básicas, fueron acusados de haberla ignorado completamente. Creció en el pueblo de Neka, Irán y fue descrita como una "una muchacha vivaz e inteligente", a la cual todos conocían, y era vista frecuentemente vagando libremente por las calles. Era llamada "la nómada de Neka" por los lugareños, debido a ese actuar irrestringido, sin guía por parte de sus padres.
Fue arrestada tres veces por la Policía Moral y encarcelada por mantener relaciones sexuales con un hombre soltero. En cada ocasión fue encadenada y sometida a 100 latigazos, el castigo para una mujer soltera por mantener relaciones sexuales con un hombre casado o no, de acuerdo al código penal de Irán. Según este código, si una mujer casada es infiel debe ser castigada con la lapidación, pero Atefah no estaba casada.

## Cuarto y último arresto
Fue al sorprenderla de nuevo metida en el coche de un hombre, que finalmente la condenaron a muerte.

## Ejecución
Fue ahorcada públicamente en Neka, Irán, el 15 de agosto de 2004. El mismo juez que llevó su caso y la condenó, Haji Rezai, le puso la soga alrededor del cuello. Mediante una grúa se elevó su cuerpo.
Amnistía internacional y otras organizaciones declararon que su ejecución es considerada un crimen contra la humanidad y contra los niños del mundo.